# Joint latéral
Le joint latéral est une pièce ou un dispositif qui assure l’étanchéité autour d'un axe de rotation, entre deux faces perpendiculaires. Il en existe différents types selon les contraintes à prendre en compte.

## Joint graphite
Le joint graphite travaillant en ambiance dure ou/et corrosive, comporte une face revêtue de céramique et frotte sur une face en graphite. La pression entre les deux faces est assurée par de petits ressorts.
Ces joints existent en dimensions standard et demandent un montage soigné, particulièrement au niveau de l'étanchéité entre son ensemble et les autres éléments de l'installation.

## Joint de roulement
Les joint NILOS sont utilisés pour l’étanchéité des roulements lubrifiés à la graisse (graissage permanent ou non) et au brouillage d’huile. Ils peuvent être également employés pour la protection des roulements comportant déjà une étanchéité interne (poussière).
Selon le type de joint, l’étanchéité se fera sur la bague extérieure ou intérieure par frottement jusqu’à une vitesse linéaire de 5 m/s.

## Joint à labyrinthe
Le joint à labyrinthe est utilisé pour l’étanchéité des arbres tournants parce qu'il n'est pas responsable
- de frottement, donc d’échauffement, donc d’usure ;
- de perte de puissance, donc sans effet sur la vitesse.

Cependant, il est impératif et contraignant que le niveau de lubrifiant soit sous la chicane.

## Chicane

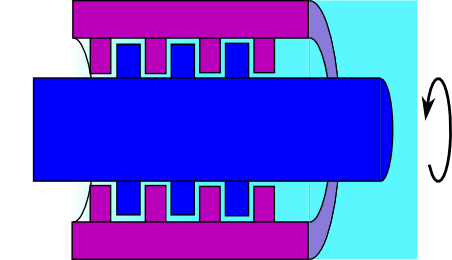
Chicane en F

Les déflecteurs sont des chicanes qui créent des pertes de charge qui empêchent la fuite de l'huile ou de la graisse pour les pièces tournantes. Il s'agit de tôles embouties, appelées rondelles Z, ou de « rainures » en F.